# Тсуга канадская
Тсу́га кана́дская (лат. Tsuga canadensis) — вечнозелёное долгоживущее однодомное хвойное дерево из семейства Сосновые (Pinaceae), вид рода Тсуга. В природе встречается в восточных районах Северной Америки, как декоративное растение тсугу канадскую выращивают по всему миру.
Тсуга канадская — очень теневыносливая, умеренно морозостойкая, влаголюбивая порода, предпочитающая слегка кислые, свежие почвы.
Являясь важным компонентом естественной экосистемы восточной части Северной Америки, дерево широко используется в деревообрабатывающей и целлюлозно-бумажной промышленности США и Канады. Кроме того, кора и хвоя тсуги находят применение в медицине и парфюмерно-косметической промышленности.

## Исторические сведения и название
Впервые тсуга канадская была классифицирована в научной литературе в 1763 году Карлом Линнеем, во втором издании «Species plantarum». Он присвоил ей имя Pinus canadensis. Современное название Tsuga canadensis в работе «Traité général des conifères» в 1855 году дереву дал Эли-Абель Каррьер.
Своё родовое название Tsuga дерево получило по японскому названию одного из местных видов. Видовой эпитет canadensis переводится с латыни как «канадская» и указывает на естественный ареал.

### Название растения на других языках
| Язык        | Название                                                  |
| ----------- | --------------------------------------------------------- |
| Английский  | Хемлок, Eastern Hemlock, Canadian Hemlock, Hemlock Spruce |
| Венгерский  | Kanadai hemlokfenyő                                       |
| Голландский | Oostelijke hemlockspar                                    |
| Датский     | Østamerikansk Hemlock                                     |
| Итальянский | Abete del Canada                                          |
| Литовский   | Kanadinė cūga                                             |
| Немецкий    | Kanadische Hemlocktanne                                   |
| Польский    | Choina kanadyjska                                         |
| Финский     | Kanadanhemlokki                                           |
| Французский | Pruche du Canada, Tsuga du Canada                         |
| Чешский     | Jedlovec kanadský                                         |

## Таксономическое положение
|  |               |  |                          |                          |                    |  | ещё 6 семейств, из которых на территории России и сопредельных стран произрастают: - Кипарисовые - Тисовые | ещё 6 семейств, из которых на территории России и сопредельных стран произрастают: - Кипарисовые - Тисовые           | |  |  |  | ещё 9 видов, некоторые (в том числе Тсуга разнолистная) интродуцированы на территории России и сопредельных стран |
|  |               |  |                          |                          |                    |  | ещё 6 семейств, из которых на территории России и сопредельных стран произрастают: - Кипарисовые - Тисовые | ещё 6 семейств, из которых на территории России и сопредельных стран произрастают: - Кипарисовые - Тисовые           | |  |  |  | ещё 9 видов, некоторые (в том числе Тсуга разнолистная) интродуцированы на территории России и сопредельных стран |
|  |               |  |                          | порядок Хвойные          |                    |  | | | род Тсуга |  |  |  | |
|  |               |  |                          | порядок Хвойные          |                    |  | | | род Тсуга |  |  |  | |
|  | отдел Хвойные |  |                          |                          | семейство Сосновые |  | | | вид Тсуга канадская                                                                                                  |  |  |  | |
|  | отдел Хвойные |  |                          |                          | семейство Сосновые |  | | | |  |  |  | |
|  |               |  | ещё три вымерших порядка | ещё три вымерших порядка |                    |  | | ещё 10 родов, из которых на территории России и сопредельных стран произрастают: - Сосна - Ель - Лиственница - Пихта | ещё 10 родов, из которых на территории России и сопредельных стран произрастают: - Сосна - Ель - Лиственница - Пихта |  |  |  | |
|  |               |  |                          | ещё три вымерших порядка |                    |  | | | ещё 10 родов, из которых на территории России и сопредельных стран произрастают: - Сосна - Ель - Лиственница - Пихта |  |  |  | |

## Ботаническое описание

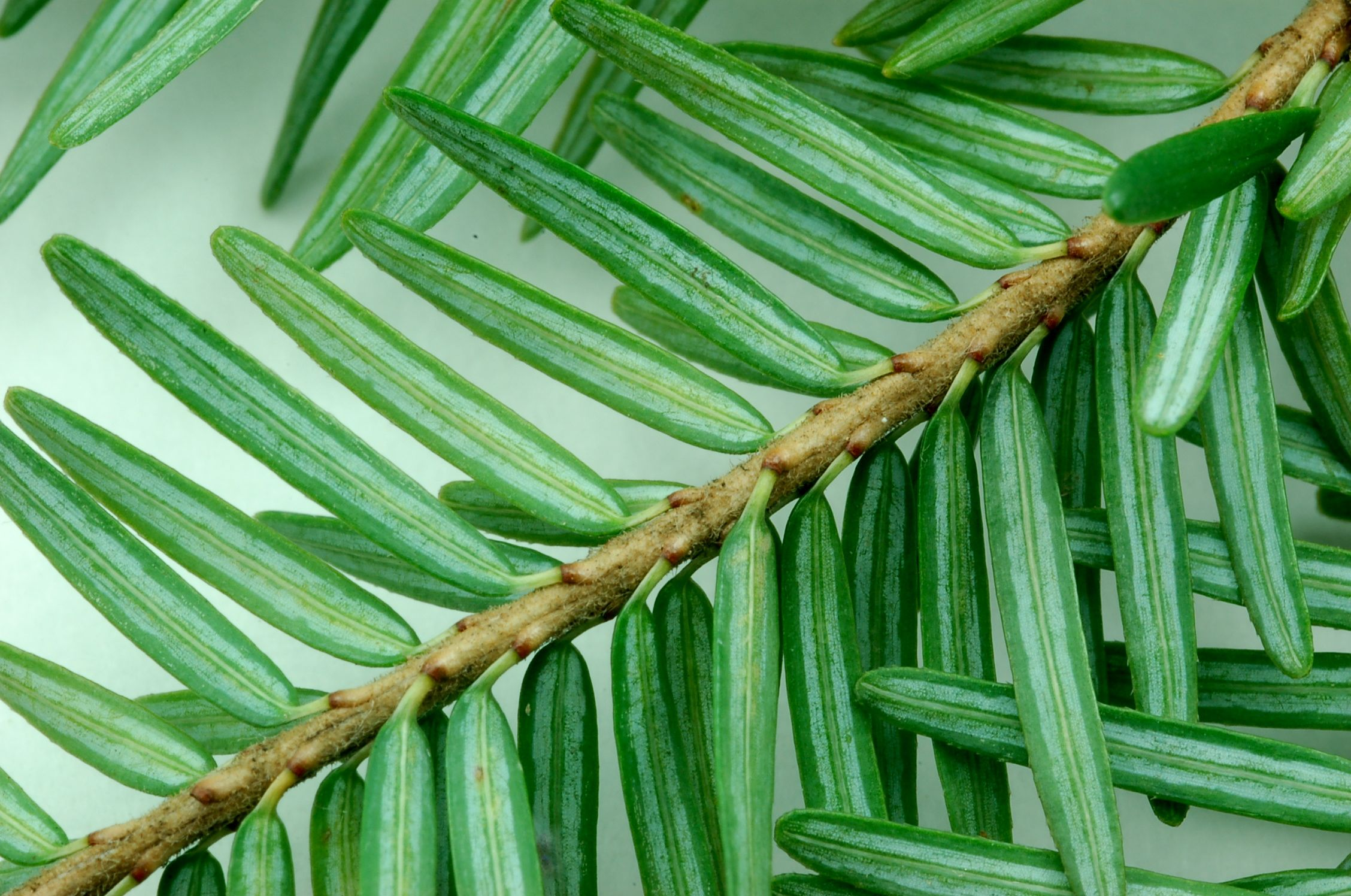
Окраска нижней части хвои тсуги канадской

Тсуга канадская представляет собой стройное высокое дерево с широкой конусовидной кроной и горизонтально расположенными, слегка свисающими ветвями. Высота дерева обычно около 20 метров, иногда достигает 30 метров, самая крупная обнаруженная в природе тсуга канадская имела высоту 53,4 метра.
В естественной лесной среде ствол дерева обычно лишён ветвей более чем на половину своей длины и заметно сужается к вершине. Диаметр ствола 60—120 см (наибольший — 193 см).

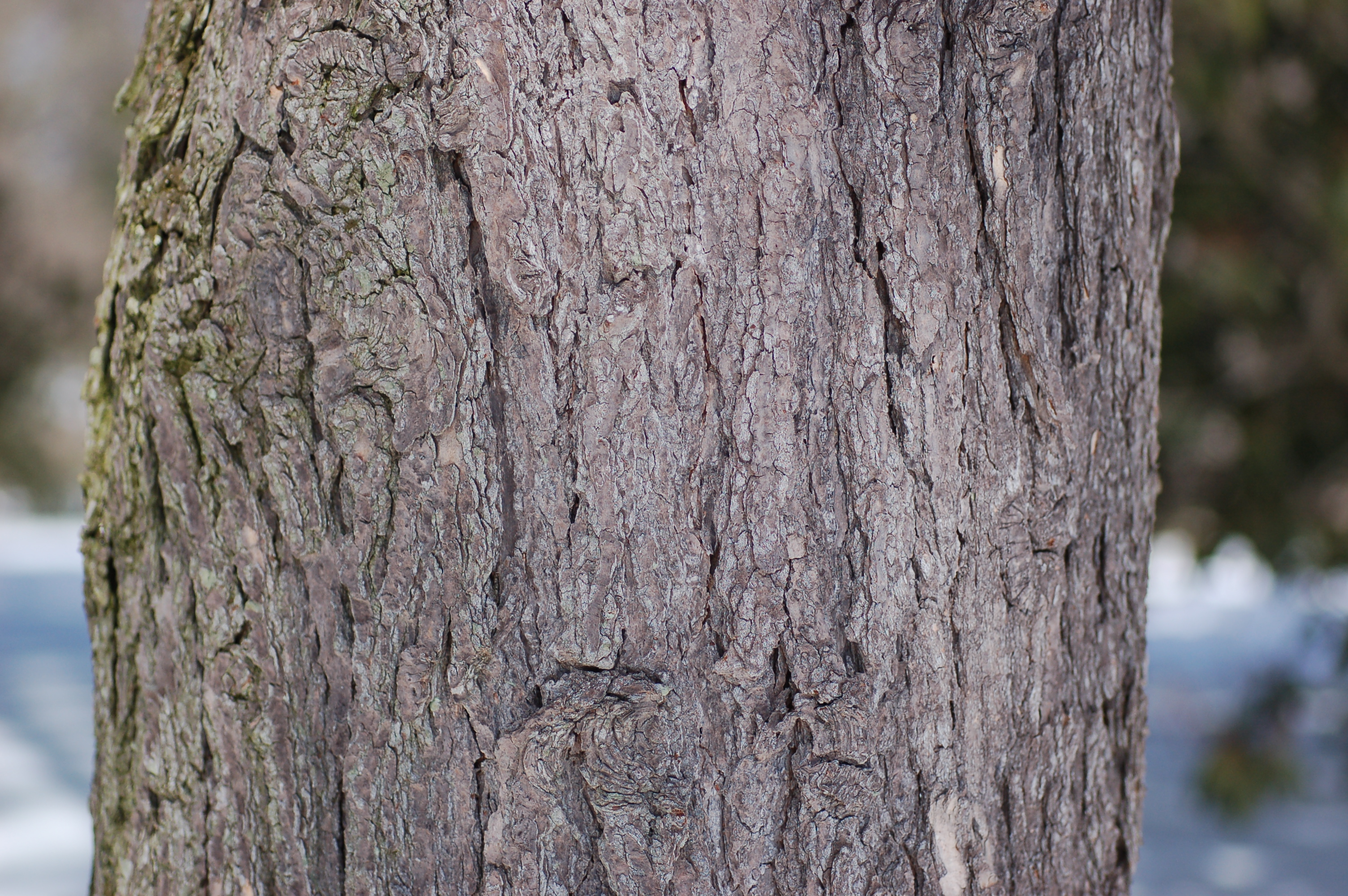
Ствол тсуги канадской

У молодых деревьев кора красноватая или тёмно-коричневая, чешуйчатая. С возрастом она становится толстой и глубоко бороздчатой с плоской вершиной, приобретая тёмный седовато-коричневый оттенок. Чешуйки коры отслаиваются. Если кору сломать, части разлома покрываются фиолетовыми крапинками. Толщина коры взрослых деревьев составляет 1,3—2 см.

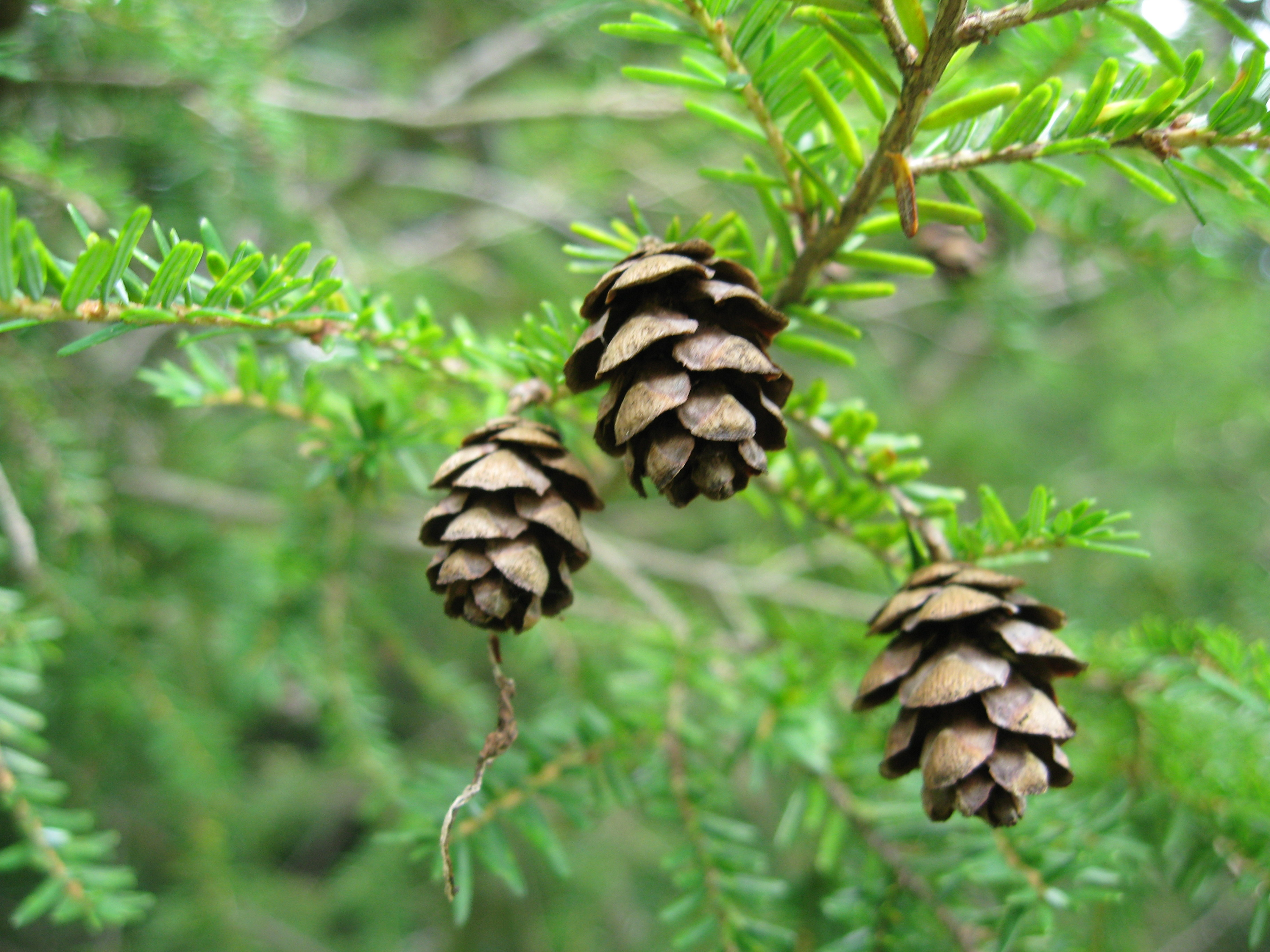
Шишки тсуги канадской

Хвоя плоская, мелкая (0,5—1,5 см) притупленная на конце; сверху — тёмно-зелёная, с продольной бороздкой, снизу — светло-зелёная с двумя узкими полосками. Хвоинки заканчиваются небольшим черешком, который крепится к маленьким подушечкам, расположенным на веточках растения.
Шишки овальные, серовато-бурые, до 2,5 см длиной, растущие прямо из верхушек веточек, семена мелкие (1—2 мм), яйцевидные, с крыльями.
Мужские стробилы — маленькие, жёлтые, округлые; женские стробилы — светло-зелёные.
Вдоль каждого нового побега более чем 6 см длиной имеются небольшие боковые ответвления без почечной чешуи в их основаниях. На более коротких побегах эти отростки могут включить только короткий стебель, несколько маленьких хвоинок и зеленовато-коричневую верхушечную почку. Такие побеги существенно увеличивают плотность кроны.
Тсугу канадскую легко можно спутать с тсугой каролинской (Tsuga caroliniana), особенно учитывая, что районы их распространения отчасти совпадают. В отличие от последней, у тсуги канадской более узкие и мелкие шишки (обычно 1,3—2,0 против 2,5—3,8 см в длину), а иглы, в отличие от тсуги каролинской, несколько сужаются к кончику.

## Распространение

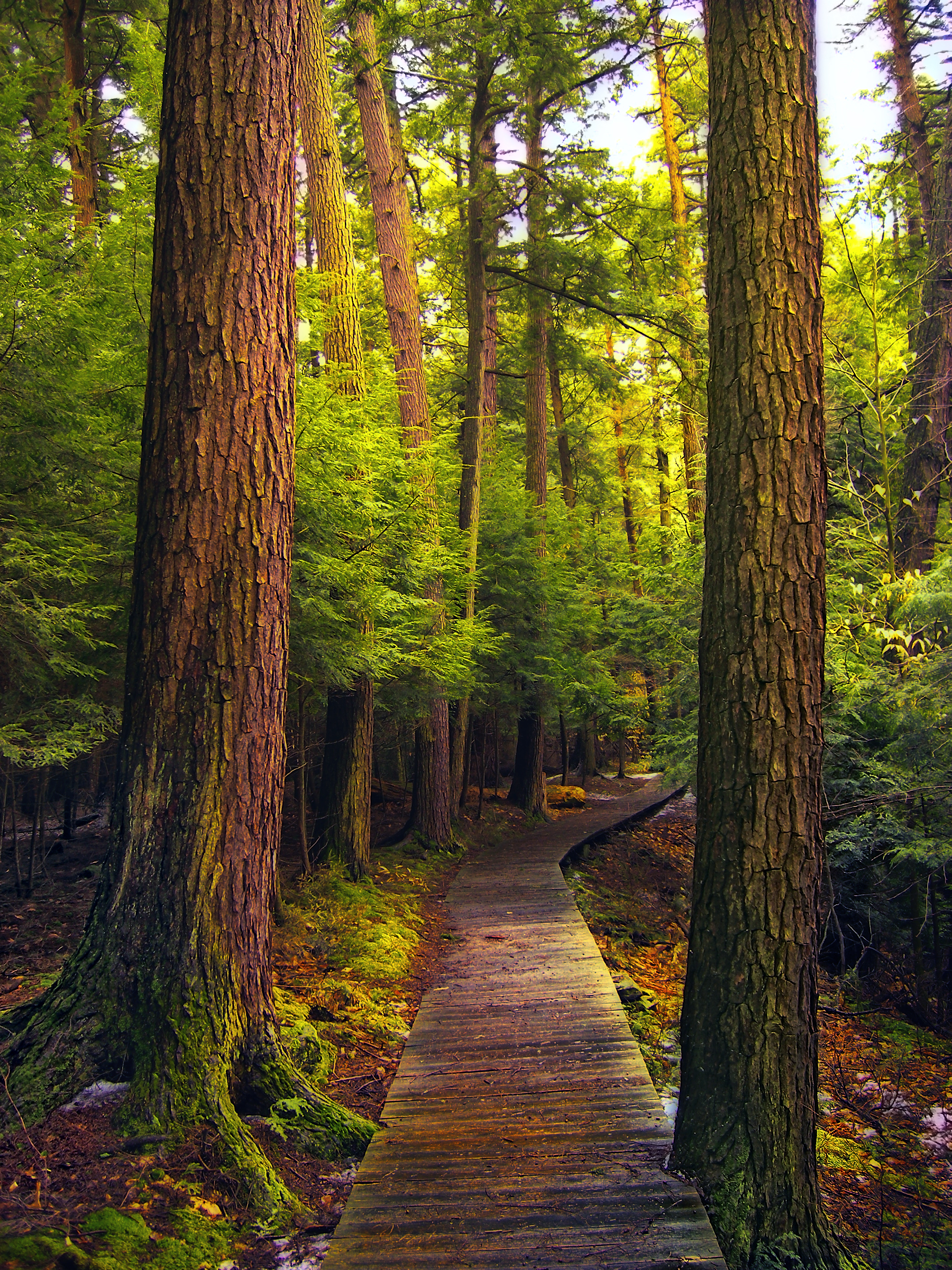
Роща тсуги канадской

Тсуга канадская экологически очень важный и широко распространённый вид хвойных растений восточной части Северной Америки, встречающийся от Новой Шотландии до Висконсина и Миннесоты, а также южнее Аппалачских гор в Алабаме, Джорджии, Теннесси, Южной и Северной Каролине. Рассеянные популяции можно встретить также в Индиане и западном Огайо.
Чистые естественные лесные массивы тсуги канадской в 1996 году занимали 7,7 млн га, смешанные преобладающие лесные массивы — около 1 млн га (2000 год).
Полный список мест естественного обитания (в алфавитном порядке):
| Канада, провинции:                                               |                                                                                    |                                                                                                |
| - Новая Шотландия                                                | - Нью-Брансуик                                                                     | - Онтарио                                                                                      |
| США, штаты:                                                      |                                                                                    |                                                                                                |
| - Вермонт - Виргиния - Висконсин - Джорджия - Индиана - Кентукки | - Коннектикут - Массачусетс - Миннесота - Мичиган - Мэн - Нью-Гэмпшир - Нью-Джерси | - Нью-Йорк - Огайо - Пенсильвания - Род-Айленд - Северная Каролина - Теннесси - Южная Каролина |

## Экология
Тсуга канадская является важнейшим компонентом лесного фонда Северной Америки, стабилизируя фундаментальные процессы восточной лесной экосистемы.

### Естественные условия произрастания
Естественные условия произрастания тсуги канадской — районы с влажным, относительно прохладным климатом. В северных районах ареала средняя температура января около −12 °C, июля — около +16 °C. Количество осадков колеблется от 740 до более 1270 мм в год, около половины которых выпадает летом. В более продуктивных районах вблизи Атлантического побережья и южных Аппалачей средняя температура января превышает +6 °C, а годовой объём осадков 1520 мм. Продолжительность безморозного периода составляет не менее 80 дней на северной границе и около 200 дней в восточной и южной части естественного ареала.
Тсуга канадская образует чистые насаждения, однако чаще в сообществе с ней растут Сосна веймутова (Pinus strobus), Берёза аллеганская (Betula alleghaniensis), Ель канадская (Picea glauca), Ель красная (Picea rubens), Клён (Acer spp.).
Благодаря плотной кроне и затенению, нижние ярусы тсугового леса образуют устойчивую благоприятную для некоторых видов растений и животных экосистему с устойчиво высокой влажностью и относительно низкими показателями температуры.
Тсуга даёт укрытие и питание для различных млекопитающих, таких, например, как древесный дикобраз, или поркупин (Erethizon dorsatum) или олень белохвостый (Odocoileus virginianus), а также почти 90 видам птиц, среди которых певун лесной зелёный (Dendroica virens), певун лесной золотистый (Dendroica fusca), мухоловка акадская (Empidonax virescens) и др.
Тсуга канадская очень теневыносливое растение — для его выживания достаточно всего 5 % ясных солнечных дней в году.

### Культивирование тсуги канадской
Зоны морозостойкости4—7a.

#### Основные требования
Посадка (пересадка) тсуги осуществляется только с хорошо защищённым относительно компактным земляным комом. Для посадки и хорошего развития растения требуется умеренно влажная, достаточно плодородная, свежая и мульчированная почва со слабокислой реакцией. Застой воды недопустим, так как ведёт к загниванию корней и гибели растения. На сухих, засоленных и известковых почвах растёт плохо. Несмотря на то, что дерево очень теневыносливо, лучше его высаживать в полутени (в тени теряет декоративность). Пересадку, особенно в зрелом возрасте, переносит плохо.
Тсуга не переносит загрязнение воздуха (плохо растёт в городских условиях), а также сильные сухие ветры.

#### Посадка и уход
Лучшее время для посадки — конец апреля или с конца августа до начала октября. При посадке расстояние между саженцами необходимо выдерживать в диапазоне 80—150 см. Глубина посадочной ямы около 75 см, при этом корневая шейка должна находиться на уровне земли. Желательно обеспечить дренаж для исключения застоя воды.
Молодые растения обычно нуждаются в дополнительном фосфоре, поэтому желательно проводить подкормку фосфорными удобрениями, по крайней мере, в течение первого сезона после посадки.
Имея относительно неглубокую широкоразветвлённую корневую систему, тсуга канадская неустойчива к сильному ветру (ветровальная порода) и очень восприимчива к засухе: растению необходим регулярный полив.
Молодые деревья уязвимы для лесных пожаров; старые экземпляры благодаря относительно толстой коре могут неплохо переносить поверхностное воздействие огня.
Дерево умеренно морозостойко, однако молодые саженцы лучше укрывать на зиму лапником.

### Онтогенез
Тсуга канадская — однодомное растение с мужскими и женскими шишками на одной ветке. Мужские стробилы начинают формироваться к 15 годам. Время цветения приходится на конец апреля — начало июня (в зависимости от географии произрастания). Пыльца обычно разносится ветром спустя приблизительно 2 недели после начала созревания — в это время прицветники женских шишек частично открыты. Приблизительно через 6 недель оплодотворение заканчивается. Во время этого периода пыльца чрезвычайно чувствительна к высыханию (частая причина отсутствия семян). Шишки достигают максимального размера в конце августа — начале сентября и в то же самое время начинают формироваться зимние почки. Шишки полностью открываются к середине октября, а рассеивание семян происходит вплоть до зимы. Обычно шишки сохраняются на деревьях в течение чуть более одного года.
Тсуга канадская начинает плодоносить с 20—30 годам; к 200—300 годам достигает максимальной продуктивности и живёт до 1000 лет. Растёт медленно, особенно в молодом возрасте: необходимо 15—20 лет для достижения 10-метровой высоты.
|  |  |

### Вредители и болезни
Самой серьёзной угрозой для тсуги канадской в местах её естественного произрастания является насекомое Adelges tsugae (англ. Hemlock woolly adelgid), интродуцированное в Северную Америку из Азии в 20-х годах XX века (впервые обнаружено в штате Орегон в 1924 году).

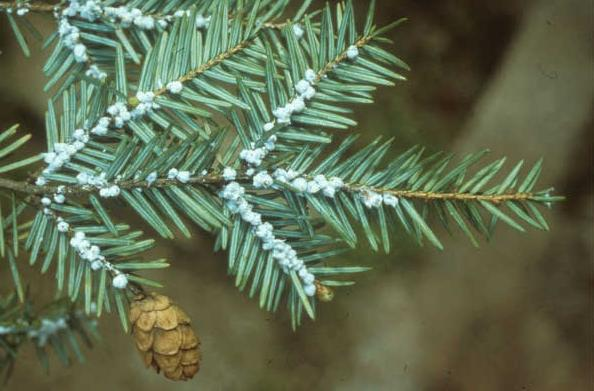
Дерево, заражённое

Это крошечное насекомое (менее 1,5 мм длиной), имеющее переменчивую окраску (от красновато-коричневого до багряно-чёрного цвета), обладающее большой скоростью размножения и устойчивое к неблагоприятным факторам окружающей среды, масштабно уничтожает питательные запасы тсуги, препятствуя её росту и развитию и поражая огромные лесные массивы.
В 2009 году американскими учёными было проведено исследование, показавшее, что Adelges tsugae быстрее убивает деревья, растущие в южных районах ареала, изменяя углеродный цикл этих лесов; при этом вредитель потенциально может уничтожить большую часть популяции тсуги канадской в Южных Аппалачах в течение следующего десятилетия.
В естественной среде вредителями для тсуги являются некоторые животные: поркупин (Erethizon dorsatum) обгладывает кору, повреждая даже взрослые деревья; американский заяц-беляк (Lepus americanus) может полностью лишить коры молоденькие тсуги.
Тсуги также восприимчивы к следующим насекомым-вредителям и грибковым заболеваниям:
- Тсуговая пяденица[англ.] (лат. Lambdina fiscellaria): личинки этой бабочки питаются иглами тсуги канадской. Хвоя становится бурой и отмирает[18].
- Златка гемлоковая жёлтопятнистая (Melanophila fulvoguttata): личинки пробуравливают ходы в коре дерева (обычно ослабленного), заполняя его тёмными экскрементами[18].
- Щитовка сосновой хвои (Chionaspis pinifoliae): препятствует росту молодых деревьев[20].
- Паутинный клещ (Oligonychus ununguis): питаясь иглами, значительно ухудшает декоративность растения образованием серых или ржаво-коричневых пятен[21].
- Клещ тсуговой хвои (Nalepella tsugifoliae): высасывает сок, вызывая частичное пожелтение и опадение хвои[22].
- Корневая гниль (англ. Root rot) — возбудитель Опёнок настоящий (Armillaria mellea). Эта грибковая инфекция находится может находиться как на живущих деревьях, так и на заражённых пнях. Последствия инфекции: жёлтая хвоя, чахлый рост и затем гибель растения[18].
- Другие патогенные грибы[21]: Botrytis sp., Diaporthe conorum, Myxasporium abietinus, Pucciniastruin myrtilli, Pucciniastrum hydrangeae.

## Химический состав
Кора тсуги канадской содержит высокий процент (8—14 %) танинов.
Хвоя тсуги канадской богата витамином C — в 3—5 раз больше, чем в апельсиновом соке.
Эфирное масло тсуги канадской (выход из хвои составляет около 0,25 %) содержит много ценных активных компонентов, в частности: пинен, камфен, мирцен, борнилацетат (уксуснокислый эфир борнеола), лимонен, фелландрен, туйон, кадинен.
Химический состав абсолютно сухой древесины тсуги канадской выглядит следующим образом:
- экстрактивные вещества — 3,4 %,
- целлюлоза — 37,7 %[27],
- лигнин — 30,5 %,
- глюкоманнан (включая галактозу) — 18,5 %,
- глюкуроноксилан (включая арабинозу) — 6,5 %,
- прочие полисахариды — 2,9 %,
- прочие компоненты — 0,5 %.

Среди неорганических компонентов древесины тсуги значимые количества (свыше 100 миллионных долей в абсолютно сухом веществе) показывают кальций, калий, магний и марганец.

## Свойства и характеристики древесины
Древесина тсуги практически не имеет смолы и очень долговечна. Сердцевина имеет равномерную светло-коричневую окраску с красноватым оттенком. Заболонь отчётливо не отделена от ядра, но может иметь несколько более светлый оттенок. Древесина имеют грубую неровную структуру (особенно это характерно для старых деревьев); среднюю гибкость, плотность и твёрдость; показатели сопротивления деформации и стойкости к ударным нагрузкам — ниже среднего.
Некоторые механические свойства древесины тсуги канадской:
- Плотность: 430 кг/м³.
- Модуль упругости при статическом изгибе: 8273 МПа.
- Предел прочности при статическом изгибе: 61,4 МПа.
- Предел прочности при сжатии вдоль волокон: 37,3 МПа.
- Предел прочности при сжатии поперёк волокон: 5,86 МПа.
- Твёрдость: 2224 H.

Древесина тсуги канадской легко колется при инструментальной обработке, однако хорошо удерживает гвозди и имеет умеренные адгезионные характеристики для окраски.

## Значение и применение

### Применение в целлюлозно-бумажной и деревообрабатывающей промышленности
Тсуга канадская, хотя и не принадлежит к коммерчески ценным породам, имеет важное значение для целлюлозно-бумажной и деревообрабатывающей промышленности США и Канады, обеспечивая около 22 % общих запасов (1993 год) хвойной древесины Северо-Восточной области.
Заготавливаемые деревья используют в основном для производства пиломатериалов, щепы, хвойной целлюлозы, бумаги и картона. В Новой Англии в 1999 году тсуга канадская составляла 7 % всего пиловочника и 12 % балансовой древесины.

#### Применение пиломатериалов
Способность древесины тсуги очень прочно удерживать гвозди и железнодорожные костыли в прошлом широко использовалось для изготовления шпал и производстве основных строительных работ. Сегодня это направление использования существенно сократилось.
Пик производства пиломатериалов из тсуги канадской пришёлся на период с 1900 по 1910 год и достигал около 8 млн м³. Затем, в 1910—1920-х годах, он резко пошёл на спад, стабилизировавшись в 1950—1960-х на уровне 0,4—0,7 млн м³.
В США и Канаде пиломатериалы из тсуги канадской используют в домостроении для изготовления стропил, опалубки, чернового настила для полов и обшивки крыш; также в производстве поддонов, ящиков и корзин. Не рекомендуется использование древесины тсуги для производства мебели.
Шпон или доска из тсуги канадской широко используются для отделки саун.

#### Применение в целлюлозно-бумажной промышленности
Большая часть заготавливаемой сегодня тсуги канадской используется для получения сульфатной и бисульфитной хвойной целлюлозы, применяемой для производства тароупаковочных видов бумаги и картона; древесной массы, используемой в производстве газетной бумаги.

### Прочее промышленное применение
Тсуга канадская с давних пор ценилась за свою кору — важный источник дубильных веществ (танина) для кожевенной промышленности. Также кора используется в производстве корзин и получении натуральных красно-коричневых пигментов для окраски шерсти и кожи.
Масштабные и разрушительные сборы коры привели к сокращению больших лесных массивов тсуги. Снижение производства танина в восточных Соединённых Штатах в начале XX века произошло непосредственно из-за нехватки сырья и послужило поиском альтернативных растительных источников.

### Медицинское применение

#### Медицинское применение (исторические сведения)
Богатый танинами отвар коры тсуги канадской в конце XIX — начале XX века рекомендовался к наружному применению в качестве средства, вызывающего сокращение тканей, подавляющее секрецию или останавливающего кровотечение. В частности, его использовали для обработки омертвелых, афтозных и других оральных язв; выпадении прямой кишки и выпадении матки. Тампоны, обработанные этим средством, служили для лечения эрозии шейки матки и контроля над выделениями.
Эфирное масло тсуги использовалось наружно в качестве мази для больных и опухших тканей, а также в виде спрея для обработки носовых пазух и горла при начальных катаральных признаках. Также масло применялось для ингаляций и лечения некоторых форм экземы.
Спиртовой настой тсуги применялся в качестве лёгкого возбуждающего, антисептического и вяжущего средства. В малых дозах его можно было использовать при раздражении желудка и как мочегонное средство. Наконец, ещё одним рекомендованным направлением служил противокашлевый эффект препаратов на основе этого растения.

#### Современное медицинское использование
Эфирное масло, получаемое при обработке водяным паром ветвей и хвои тсуги (англ. hemlock oil), используется для приготовления мазей в ветеринарии. Оно обладает антибактериальным, антисептическим, вяжущим, потогонным и мочегонным действием; имеет отхаркивающий и противокашлевый эффект, снимает усталость.
Может применяться для лечения астмы, бронхита, озноба, кашля, гриппа, различных инфекций, мускульной и головной боли, затруднённого дыхания, ревматизма, стрессового состояния.

### Применение в парфюмерно-косметической и пищевой промышленности
Эфирное масло из тсуги широко используется (особенно в США) в парфюмерных композициях, входящих в состав освежителей воздуха для жилых помещений, моющих средств, мыла, средств для принятия ванн и др.
Также масло тсуги используют для ароматизации жевательной резинки, прохладительных напитков, мороженого и т. п. Растительные почки («типсы») входят в состав некоторых растительных чаёв и даже особого сорта пива.

### Прочее применение
Американские индейцы использовали камбий тсуги в качестве основы для хлеба и супов, а также смешивали его с сухими плодами и животным жиром для получения пеммикана. Позднее белые поселенцы также делали специальный чай на основе хвои, богатой витамином C.
Отвары коры можно применять для очистки и дальнейшей защиты железа от ржавчины.

## Декоративные свойства
Тсуга канадская — очень декоративный вид хвойных растений, встречающийся в культуре с 1736 года.

### Декоративные особенности
Тсуга канадская является декоративным видом благодаря общему стройному габитусу, изящной кроне, мелким шишечкам, ниспадающим ветвям (особенно для плакучих форм), форме и цвету хвои. Может использоваться в солитерных и групповых посадках, для каменистых участков (карликовые и стелющиеся формы), для оформления территорий рядом с водоёмами и открытых пространств. Применима для аллейных, парковых посадок и высоких живых изгородей.

### Культурные сорта

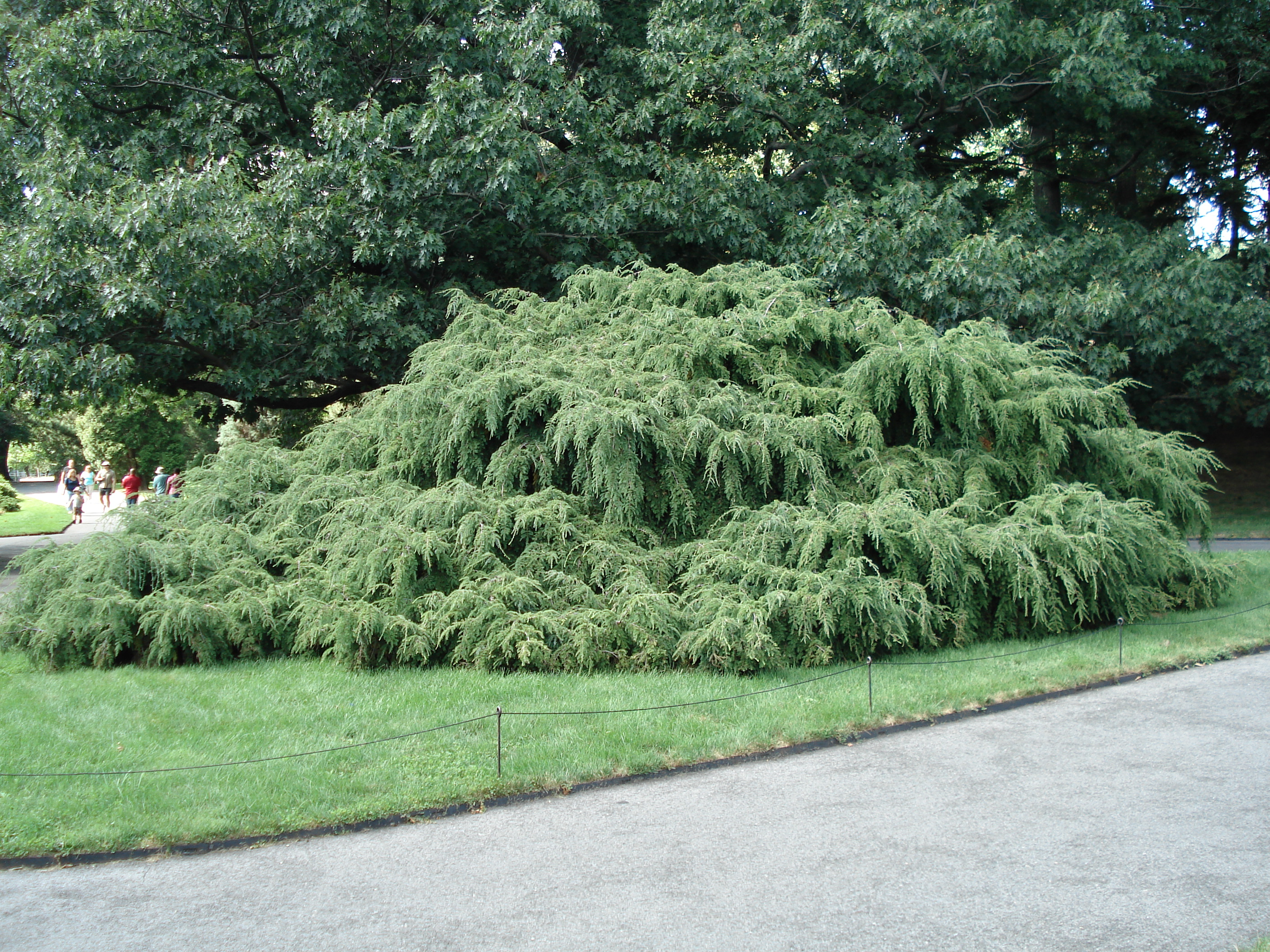
Тсуга канадская ‘Pendula’

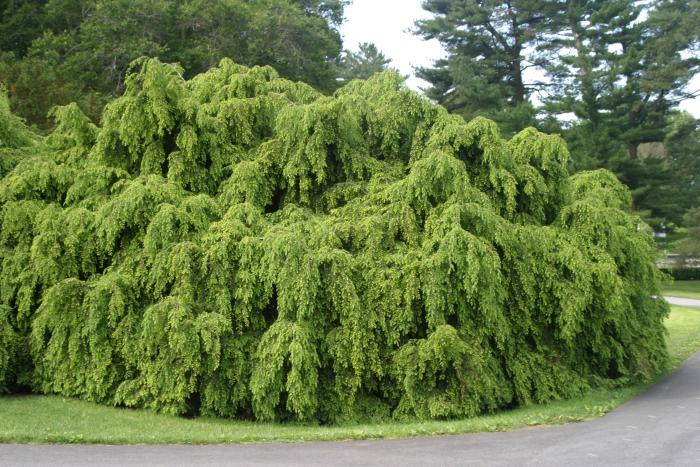
Тсуга канадская ‘Sargentii’

Некоторые популярные культивары тсуги канадской:
- 'Albospicata' — невысокое изящное растение (до 3 м высотой) с желтовато-белыми концами побегов.
- 'Aurea' — компактное (до 9 м высотой) медленнорастущее дерево с золотистыми верхушками побегов в молодом возрасте.
- 'Bennett' — карликовая (до 1,5 м высотой и 1,8 м шириной) медленнорастущая (годовой прирост 15 см) форма с веерообразной плотной кроной.
- 'Conica' — карликовая конусовидная форма, (до 3—4 м в высоту, диаметр кроны 2 м), годовой прирост в высоту 6—10 см, в ширину 3—5 см, склонна к подгоранию весной.
- 'Dwarf Whitetip' — карликовая (до 1,2 м высотой и 0,9 м шириной) шишкообразная форма с белыми иголками (весной и ранним летом).
- 'Everitt Golden' — Относительно высокое (до 12,2 м высотой) пирамидальное дерево с золотисто-жёлтой хвоей, приобретающей зимой жёлто-зелёный оттенок. Более зимостойкий по сравнению с другими сорт.

- 'Geneva' — невысокое дерево или куст с толстыми ветвями и тёмно-зелёной хвоей.
- 'Gracilis' — маленькое (до 1,5 м высотой) красивое медленнорастущее дерево с тёмно-зелёной хвоей.
- 'Gracilis Oldenburg' — карликовая (до 0,6 м высотой и 0,9 м шириной) очень медленнорастущая форма (в 10 лет высота 25 см) с полукруглой кроной, имеющей углубление в середине.
- 'Hussii' — карликовое (до 2,4 м высотой и 1,5 м шириной) вертикальное дерево с открытой кроной и тёмно-зелёной хвоей.
- 'Jeddeloh' — весьма распространённый карликовый сорт (до 1,5 м высотой и 1,8 м шириной) со спиральными ветвями, ярко-зелёной хвоей, обычно с многократными стволами и глубоко расщеплённой, фиолетово-серой корой.
- 'Macrophylla' — широкое коническое высокое (до 24 м высотой) плотное дерево с относительно крупными иглами.
- 'Minima' — густой карликовый сорт растения (до 0,3 м высотой и 0,5 м шириной) с мелкой тёмно-зелёной хвоей и короткими побегами.
- 'Minuta' — медленно растущее широкое карликовое дерево (до 0,3 м высотой и 0,3 м шириной) с бледно-зелёными мягкими молодыми иголками, темнеющими со временем.

- 'Nana Gracilis' — невысокий сорт (до 4,6 м высотой и 4,6 м шириной) с густой тёмно-зелёной листвой и свисающими ветвями.
- 'New Gold' — невысокое (до 4,9 м высотой) быстрорастущее дерево с ярко-жёлтой молодой хвоей.
- 'Parviflora' — красивая карликовая форма с мелкой хвоей и коричневыми побегами.
- 'Pendula' — красивая плакучая невысокая многоствольная форма (до 3,7 м высотой и 9 м шириной).
- 'Prostrata' — стелющаяся (до 0,2 м высотой и 0,9 м шириной) очень медленнорастущая форма.
- ‘Sargentii’ — старый классический привлекательный плакучий невысокий (до 4,6 м высотой и 9,1 м шириной) сорт растения, давший много других культурных сортов.
- 'Stewart’s Gem' — карликовый сорт с плотной шаровидной формой кроны (до 1,5 м высотой и 0,9 м шириной).
- 'Summer Snow' — быстрорастущее высокое (до 24,4 м высотой) дерево с очень красивой беловатой молодой хвоей.
- 'Thurlow' — быстрорастущее высокое (до 24,4 м высотой) дерево с узкой пирамидальной кроной и направленными вверх ветвями.

### Использование в озеленении и ландшафтно-декоративном строительстве России
Тсуга канадская пока довольно редко используется в городском озеленении и ландшафтно-декоративном строительстве России.
На территории РФ тсугу канадскую можно встретить в Главном ботаническом саду РАН (г. Москва), Ботаническом саду Тверского государственного университета, Ботаническом саду Московской медицинской академии им. И. М. Сеченова, Ботаническом саду Воронежского университета, парках Калининградской области, Сочинском дендрарии и др.
В соответствии с ГОСТ 25769-83 тсуга канадская входит в «Ассортимент хвойных пород для озеленения населённых мест».

## Прочие сведения
- В 1931 году тсуга канадская стала деревом-символом штата Пенсильвания (США)[45].

### Русскоязычная
1. Крюссман Г. Хвойные породы / Пер. с нем. — М.: Лесная промышленность, 1986. — 256 с. — 7500 экз. — ISBN 3-489-60222-6.
2. Ван дер Неер Я. Всё о самых популярных хвойных растениях. — М.: Кристалл, 2007. — С. 192—196. — 208 с. — ISBN 5-9603-0040-0.
3. Лучник А. Н. Глава 2. Хвойные растения // Энциклопедия декоративных растений умеренной зоны. — М.: Институт технологических исследований, 1997. — С. 69. — 459 с. — ISBN 5-87351-005-9.

### Англоязычная
1. Gambles Robert L. Leaf anatomy of Tsuga Canadensis. — University of Toronto, 1973.
2. Swartley John C. Tsuga Canadensis and Related Species. — Theophrastus, 1977. — ISBN 0913728284.
3. Bloom A., Bloom R. Gardening with conifers. — Firefly Books Ltd, 2002. — 192 p. — ISBN 1552096351.
4. Farjon A. Pinaceae: drawings and descriptions of the genera Abies, Cedrus, Pseudolarix, Keteleeria, Nothotsuga, Tsuga, Cathaya, Pseudotsuga, Larix and Picea. — Konigstein: Koeltz Scientific Books, 1990.